# Bryant Reeves
Pour les articles homonymes, voir Reeves.
Bryant Reeves (né le 8 juin 1973, à Fort Smith, Arkansas) est un ancien joueur américain de basket-ball de NBA dans l'équipe des Grizzlies de Vancouver. Il est surnommé Big Country.

## Biographie
Bryant Reeves était doté d'un potentiel physique imposant (2,13 m pour 125 kg). Lors de sa première année à l'université d'État de l'Oklahoma, il tourne à 17.4 points et 8.5 rebonds. Pour sa saison sophomore il augmente ses statistiques, en particulier grâce à un meilleur pourcentage au tir : 62.1%. Il tourne alors à 19.5 points et 10 rebonds par match. Il est d'ailleurs élu 2 fois meilleur joueur de sa conférence durant ses années universitaires. Il amène son équipe des OSU au Final Four 1995, ou ils sont éliminés en demi finale face à Université de Californie à Los Angeles.
Reeves devient le premier choix de draft de l'histoire des Vancouver Grizzlies, en étant sélectionné au 6e rang lors de la draft 1995.
Reeves joue six saisons avec Vancouver. Il inscrit 13,3 points par match lors de sa saison rookie et il est sélectionné pour le Rookie Game. Puis 16,2 points en 1996-1997 et signe dans la foulée une extension de contrat de 64 millions de dollars sur 6 ans La saison suivante est sa meilleure, avec 16,3 points, 7,9 rebonds et 1,08 contre ainsi que son record en carrière contre les Celtics de Boston (41 Pts).
Il a cependant du mal à s'habituer à la vie urbaine, ayant grandi à Gans dans l'Oklahoma, petite commune comptant selon ses dires : une école, un bureau de poste, un magasin et une caserne de pompiers volontaires, ainsi qu'un panneau stop. Selon Berry Tramer il ne se sentait déjà pas à l'aise à Stillwater, ville dans laquelle est située l'université d'Oklahoma.
Après 1998, des soucis d’embonpoint chronique et des blessures freinent sa carrière. En effet, après le lock-out de 1998 il revient avec 20 kilos en plus. Il demeure pivot titulaire des Grizzlies, mais son temps de jeu et son pourcentage de réussite aux tirs diminuent clairement durant ses trois années. Après le déménagement des Vancouver Grizzlies à Memphis en 2001, Reeves commence la saison sur la liste des blessés à cause de douleurs au dos : il ne joua que deux matchs de présaison avec Memphis, dont l'un révéla ses douleurs qui l'ont contraint à quitter la partie sur deux brancards, porté par huit de ses coéquipiers. On ne le reverra plus jamais sur un parquet. Il prend sa retraite à 28 ans au cours de la saison 2001-2002 ce qui lui permet de s'adonner plus régulièrement à sa passion de toujours, la pêche. Bryant vit par la suite d'élevage de bétail non loin de son Ranch à Gans (Oklahoma), avec sa femme et ses trois enfants.
Aujourd'hui Bryant Reeves révèle dans une interview qu'il n'a jamais flambé malgré son très gros contrat pour l'époque. « Alors que certains joueurs claquaient leurs salaires dans des voitures de luxe, mon premier achat était un tracteur. Aujourd'hui je conduis un Ford Pickup et ma femme un Ford Excursion et nous sommes aussi heureux que nous pouvons l'être ».